# プラッサー&トイラー

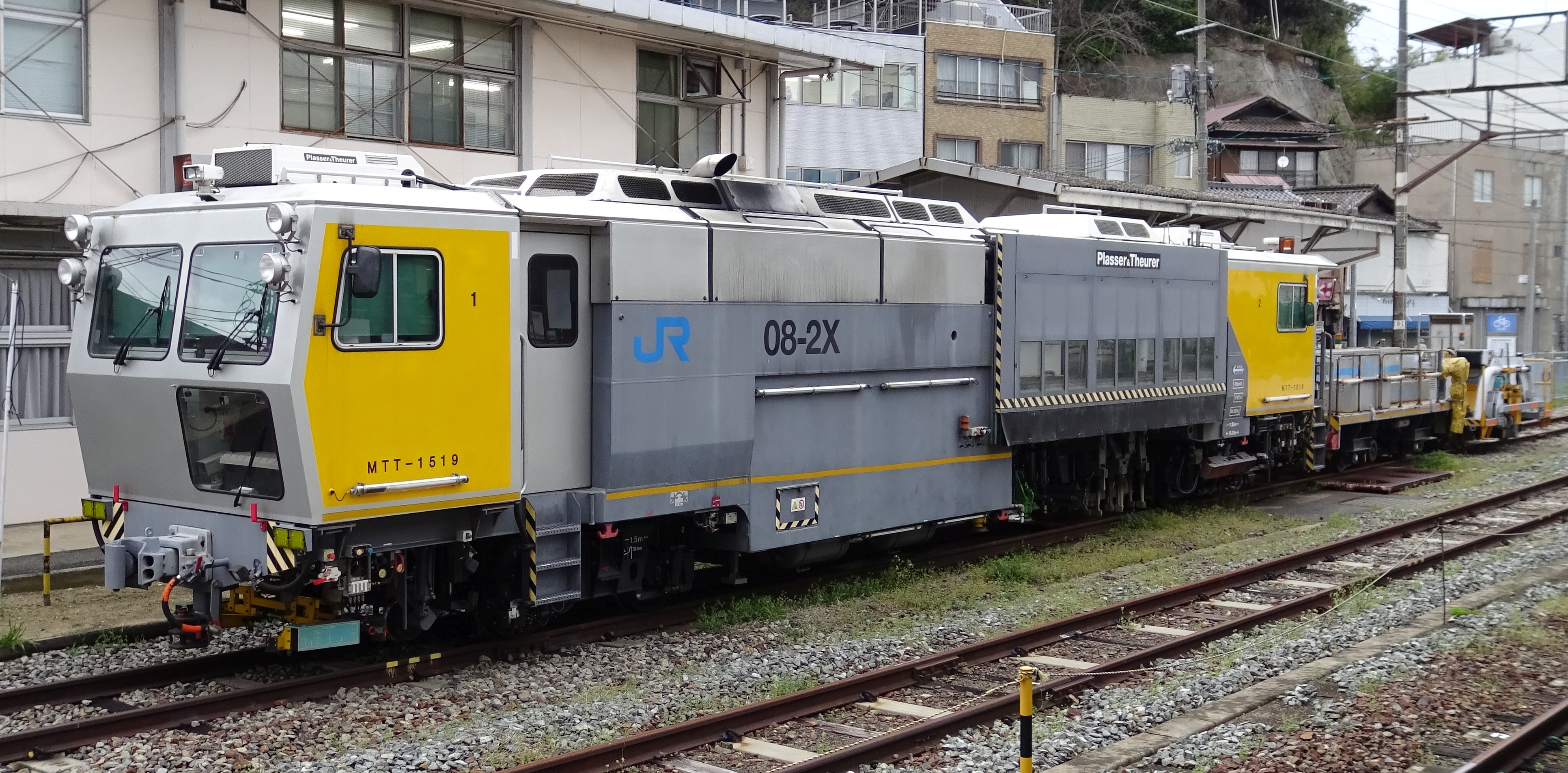
08-2X（JR西日本）

プラッサー&トイラー (Plasser & Theurer) は、オーストリアの線路工事用重機メーカー。本社をウィーン、工場をリンツに置き、欧州周辺の鉄道をはじめ、ロシア、アフリカ、中南米、アジア、そして日本にも輸出している世界規模の保線機械メーカーである。
1953年にオーストリアで設立。欧州では同業他社としてスペノ社とマティサ社（共にスイス）があるが、世界の鉄道の大半ではプラッサー&トイラー社の製品が採用されている。
日本では1971年、プラッサーグループの日本法人として日本プラッサー株式会社（豊島区駒込）を設立。旧国鉄（現・JR）、日本の私鉄をはじめ公共公団との関わりも深い。
2010年現在、製品は世界104か国へ輸出されており、15,000台以上が稼働している。全世界の従業員3,000人のうち1,500人がオーストリア勤務である。

## 拠点

### 生産工場
- リンツ
- アメリカ合衆国・バージニア州（プラッサーアメリカン）
- オーストラリア・ニューサウスウェールズ州（プラッサー・オーストラリア）
- ブラジル（プラッサー・ド・ブラジル・コメルシオ・インドゥストリア・エ・レプレセンタソンエス）
- インド（プラッサー・インディア）

### 現地法人
- プラッサー・イタリアーナ
- ドイチェ・プラッサー
- プラッサーUK
- プラッサー・スカンジナビア
- プラッサー・エスパニョーラ
- フラマフェル（フランス）
- プラッサーアメリカン ‐1961年、北米ディビジョンとして創業。アメリカ、カナダへの販売を行う
- プラッサー・カナダ
- プラッサー・メヒカーナ
- プラッサー・ド・ブラジル・コメルシオ・インドゥストリア・エ・レプレセンタソンエス
- 日本プラッサー -1971年、日本(極東地域)で最初にディビジョンを設立した。
- プラッサー・ファー・イースト
- プラッサー・オーストラリア
- プラッサー・サウスアフリカ

## 導入している鉄道会社
日本
JRグループ各社・十和田観光電鉄・福島交通・東武鉄道・西武鉄道・京王電鉄・東京急行電鉄・京成電鉄・小田急電鉄・京浜急行電鉄・北総鉄道・東京地下鉄・東京都交通局・東葉高速鉄道・横浜市交通局・秩父鉄道・上信電鉄・名古屋鉄道・近畿日本鉄道・名古屋市交通局・京阪電気鉄道・阪急電鉄・京都市交通局・阪神電気鉄道・山陽電気鉄道・大阪市高速電気軌道・神戸市交通局・福岡市交通局・西日本鉄道
アジア・中近東
香港鉄路公司・中国国鉄・シンガポールMRT・タイ国鉄(日本からの中古輸入)・台湾鉄路管理局・マレー鉄道・インド国鉄・PT. kereta api（インドネシア）・パキスタン国鉄・サウジアラビア国鉄・エジプト鉄道・シリア国鉄・イスラエル国鉄ほか
アメリカ
ユニオン・パシフィック鉄道・イリノイ州立鉄道・ロングアイランド鉄道）・ニューヨーク市地下鉄・ロサンゼルス郡都市圏交通局・バージニア鉄道公社・カナダ太平洋鉄道ほか
中南米
ブエノスアイレス地下鉄・ペルー国鉄・チリ国鉄・メキシコ国鉄ほか
ヨーロッパ・アフリカ
ドイツ鉄道・フランス国鉄・スイス連邦鉄道・ロシア鉄道・シベリア鉄道・南アフリカ国鉄ほか
オセアニア
NSW鉄道、ニュージーランド国鉄ほか

## 生産品目
- マルチプルタイタンパー
- レール交換機
- バラスト交換及びバラストクリーニング車
- レール削正車
- 軌道検測車
- 架線カテナリー作業車
- その他線路保守機材搭載車